# Parafia Niepokalanego Poczęcia Najświętszej Maryi Panny w Olanach
Parafia Niepokalanego Poczęcia Najświętszej Maryi Panny w Olanach (lt. Švč. Marijos Nekaltojo Prasidėjo parapija) – parafia rzymskokatolicka administracyjnie należąca do dekanatu kalwaryjskiego archidiecezji wileńskiej.